# Satanazes

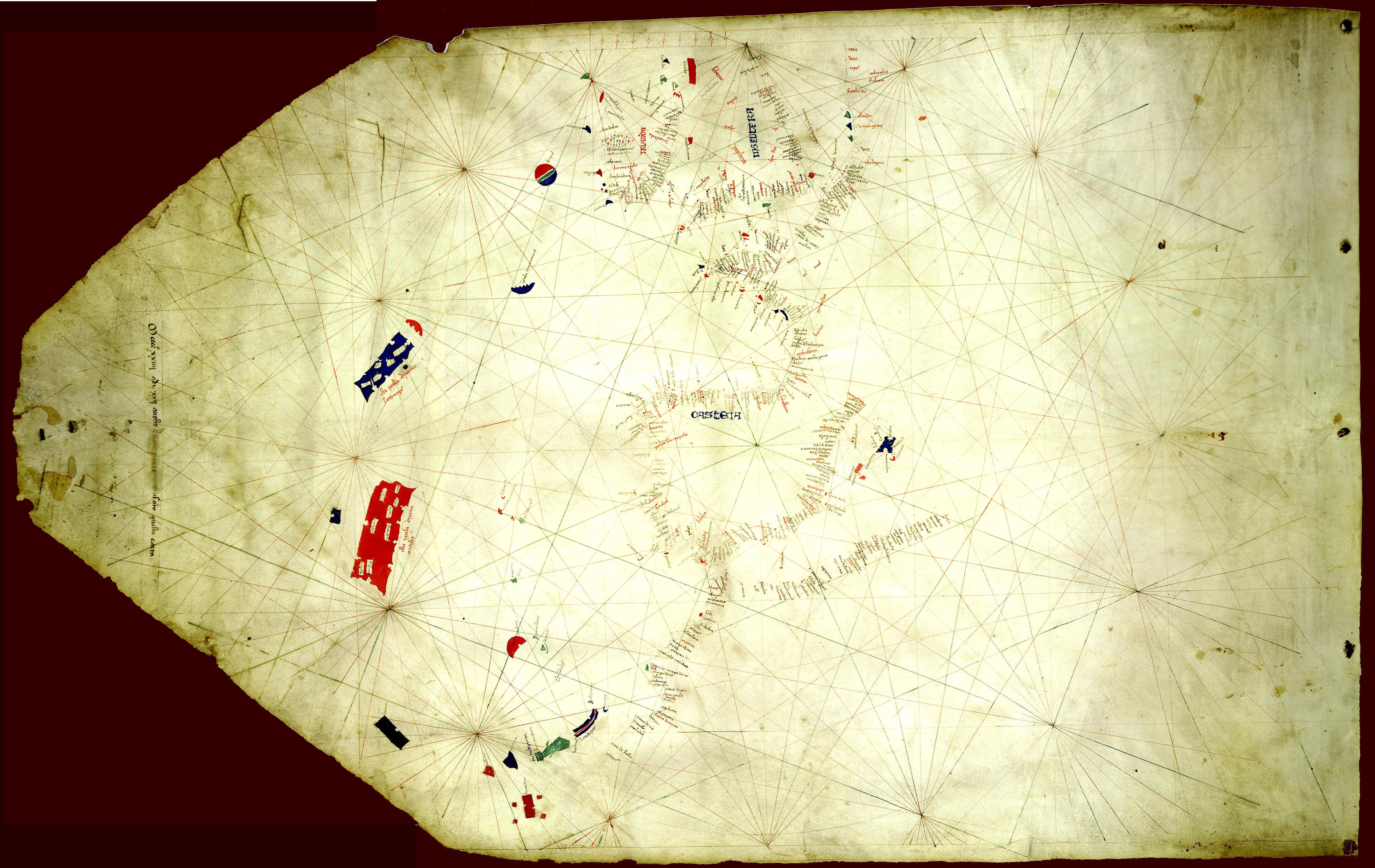
Zuane Pizziganos Landkarte von 1424

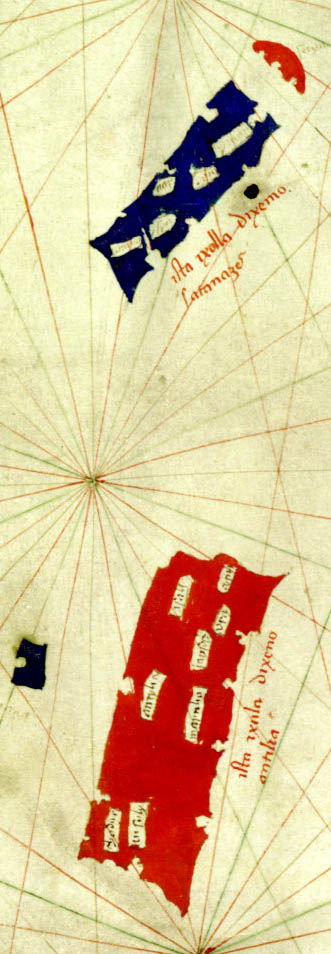
Ausschnitt aus Pizziganos Karte; Satanazes (blau) oben und Antilia (rot) unten

Satanazes (auch Stanazes, Satanaxio, Satanagio, Salvaga, Salvatga, Salirosa, Satanzes und andere Schreibweisen) ist eine Phantominsel, die auf mehreren Karten des 15. und frühen 16. Jahrhunderts auftaucht. Sie soll im Nordatlantik, westlich der Azoren und nördlich der (ebenfalls fiktiven) Insel Antilia liegen. Der Name Satanazes ist wahrscheinlich abgeleitet vom italienischen „il Satana“ (der Teufel), beruhend auf dem kirchenlateinischen „satan“, „satanās“.

## Kartendarstellung
Die älteste, bislang bekannte Darstellung von Satanazes findet sich auf einem Portolan aus dem Jahr 1424, der dem venezianischen Kartographen Zuane Pizzigano zugeschrieben wird. Auf der Karte, die in der Sammlung von Sir Thomas Phillips in der James Ford Bell Library der University of Minnesota aufbewahrt wird, ist im westlichen Atlantik eine Gruppe von vier Inseln mit Namen Satanazes, Antilia, Saya und Ymana eingezeichnet.
Zwei besonders große Inseln fallen auf: Antilia, rot eingefärbt, und nördlich davon eine dunkelblaue, der direkt oberhalb die kleine, halbmondförmige Insel Saya (in anderen Kartenwerken auch Taumar oder Tanmar genannt) ähnlich wie ein Hut aufgesetzt ist. Die große, blaue Insel ist von rechteckiger Form mit sieben Meeresbuchten. Fünf Städte sind benannt: Aralia, Ysa, Nar, Con und Ymana.  Anstelle eines Namens steht folgende Erläuterung: „Ista ixolla dixemo satanazes“. Die Sprache ist Galego und der Satz heißt übersetzt: „Wir sagen dies ist der Teufel“. Die Kartenbezeichnung lässt sich auch frei interpretieren als: „Dies wird die Insel der Teufel genannt.“ oder „Diese Insel wurde als Teufelsinsel benannt“.
Auf einer Karte aus dem Atlas des Andrea Bianco von 1436 sind im Westen der Azoren, ungefähr 240 Seemeilen (≈ 450 km) westlich der portugiesischen Küste, diese beiden rechtwinkligen Inseln in beträchtlicher Größe abgebildet. Die nördliche, geringfügig kleinere, bezeichnet Bianco als „y delaman satanaxio“. Der venezianische Landvermesser und Reiseschriftsteller Vincenzo Formaleoni (* 18. November 1752 in Fiorenzuola d’Arda; † 8. Januar 1797 in Mantua) übersetzt dies als „Die Insel der Hand Satans“.
Die Insel mit der Hand Satans kommt in einem Roman von 1557 von Cristoforo Armeno, auch Christoph der Armenier (* im 16. Jahrhundert in Täbris), vor. Mit einem modernen Begriff könnte man das Werk als einen Fantasy-Roman bezeichnen, der die abenteuerliche Reise von drei Söhnen Giafers, des Königs von Serendippo (oder Sarandīb, Serendip, das heutige Sri Lanka), schildert. Der Episodenroman umfasst mehrere Geschichten, die Christoforo aus wesentlich älteren persischen Sagen übernommen und ins Italienische übersetzt hat. In einer dieser Episoden wird eine von einer jungfräulichen Königin regierte Insel erwähnt, deren Verhängnis es ist, dass sich jeden Tag bei Sonnenaufgang eine gigantische Hand aus dem Meer erhebt, und vor der Inselhauptstadt verweilt. Bei Anbruch der Nacht ergreift die Dämonenhand einen Menschen und verschwindet damit im Meer. Das Opfer wird nie wieder gesehen.
Der US-amerikanische Schriftsteller Thomas Wentworth Higginson hat diese Legende aufgegriffen, ausgeschmückt und nach Irland und Spanien verlegt:
Die Söhne des wohlhabenden Bauern Conall Ua Corra, ungebärdige junge Männer, die viele Schandtaten begangen hatten, begaben sich auf Anraten des heiligen Finnen of Cluain Iraird (oder Finnian von Clonard) auf eine Pilgerreise, um für ihre Frevel zu büßen. In einem Curragh segelten sie von Connaught (Connacht im nordwestlichen Irland) nach Nordwesten in den Atlantik. Auf ihrer langen Reise besuchten sie mehrere wunderbare Inseln. Schließlich kamen sie auf einer Insel vor Spanien an und trafen am Strand auf trauernde Frauen. Deren Männer waren, wie die Frauen erzählten, Satan zum Opfer gefallen, weil sie mit ihrem Schiff zu nahe an die „Isla della Man Satanaxio“, die Insel der Hand Satans, gekommen seien. Die Satansinsel sei umgeben von kalten Meeresströmungen und immer von Nebel verhüllt. Außerdem wechsele sie ständig ihre Position, sodass bisher niemand dort habe landen können. Wenn sich jedoch ein Schiff der Insel nähere, erhebe sich, besonders bei Nacht, eine riesige Dämonenhand, die die Männer vom Oberdeck pflücke. Sie verschwänden auf Nimmerwiedersehen. Als die Brüder über diese Schilderung lachten, und sie als Märchen bezeichneten, zeigte ein Priester ihnen eine alte Karte, auf der die Insel „Satanagio“ eingezeichnet war. In Begleitung eines spanischen Fischerbootes machten sich die Brüder auf den Weg, um die geheimnisvolle Insel zu finden. Nachdem sie viele grüne und fruchtbare Inseln passiert hatten, gerieten sie schließlich in eine Nebelbank, aus der sich urplötzlich eine gewaltige Hand in den Himmel erhob und das Boot der Spanier zerschmetterte. Nur einige der Fischer konnten sich in das Curragh retten. Die Überlebenden segelten westwärts, um sich in Sicherheit zu bringen, und als die Dunkelheit kam, ankerten die völlig Erschöpften am Strand einer öden und unfruchtbaren Insel, die unvermittelt aus dem Nebel aufgetaucht war. Doch als sich der Nebel verdichtete und sie den Anker lichteten, erhob sich dieselbe Hand und fegte die Männer über Bord, die sich nur mit Mühe und Not retten konnten. Aus der Nebelbank hörten sie das unermüdliche Tosen des aufgewühlten Meeres und furchtbare Schreie, so als habe die teuflische Hand weitere Opfer gefunden. Als sich um die Mittagszeit der Nebel verzog, war weit und breit keine Insel zu sehen. Auf ihrer langen Rückreise begegneten die Überlebenden mehreren Eisbergen, bis sie schließlich nach Spanien zurückkehren konnten.

## Name
Auf späteren Karten trägt die Insel abweichende Namen, so zum Beispiel Salirosa auf dem Laon-Globus von 1493. Saluaga auf der Karte von Grazioso Benincasa von 1470 oder Seluagia auf dem Portolan seines Sohnes Andrea Benincasa von 1508.
Nicht selten kommen abweichende Positionen sowie andere Städtenamen vor, doch Satanazes wird weiterhin meist im Kontext mit der Insel Antilia genannt. Das mag daran liegen, dass Antilia der Legende nach – und wie es Martin Behaim auf seinem Globus von 1492/93 beschreibt – in der Zeit der maurischen Eroberung Spaniens von sieben Bischöfen und ihren christlichen Gefolgsleuten besiedelt worden war, die vor den Mauren geflohen waren und sieben Städte gegründet hatten. Antilia wurde daher auch „Die Insel der sieben Städte“ (Jnsula antilia septe ritade auf dem Behaim-Globus) genannt, die unter dem besonderen Schutz Gottes stand. Als Gegenpol gab es nördlich davon Satanazes, die Insel des Satans, des Widersachers.
Jedoch gibt es zur Herkunft und Bedeutung des Namens auch entgegengesetzte Meinungen. Aus „Man Satanaxio“ lässt sich mit einiger Phantasie auch „St. Atanaxio“ oder „San Atanagio“  herauslesen. Das ergäbe eine völlig andere Konnotation. In diesem Fall wäre die sogenannte Satansinsel einfach die Insel, die unter der Anrufung und dem Schutz des Kirchenvaters Athanasius steht.
Auf der Karte von Battista Beccario, latinisiert als Baptista Beccharius, aus dem Jahr 1436 ist der Antilia Archipel eingezeichnet als „Insulle a novo rep’te“ (neuentdeckte Inseln). Satanazes trägt hier den Namen Salvagio oder Saluagio (v und u sind im Lateinischen gleich). Salvagio könnte abgeleitet sein vom lateinischen Salus = Heil, Rettung, Erlösung. Salus ist auch der Name der römischen Göttin des Wohlergehens, die für Wohlstand, Sicherheit und Gesundheit sorgt. Salvagio ließe sich im christlichen Sinne frei übersetzen als Insel des Heils.

## Fazit
Der Antilia-Archipel mit der Insel Satanazes ist ein Produkt gläubiger Phantasie des Mittelalters und der frühen Neuzeit. Nach Ansicht des deutschen Geografen Georg Hassel bilden die Inseln Antilia und Satanaxio beide Teile des amerikanischen Festlandes ab, die man sich noch im 16. Jahrhundert durch eine Meerenge getrennt vorstellte. Der Schriftsteller Gavin Menzies behauptet, Antilia und Satanazes seien mit den karibischen Inseln Puerto Rico und Guadeloupe identisch. Diese Ansicht hat bereits der portugiesische Schriftsteller, Ingenieur und Historiker Armando Cortesão (1891–1977) vertreten.